# 2008–2009-es UEFA-bajnokok ligája (csoportkör)
A 2008–2009-es UEFA-bajnokok ligája csoportkörének mérkőzéseit 2008. szeptember 16. és december 10. között játszották le.
A csoportkörben 32 csapat vett részt, a sorsoláskor nyolc darab négycsapatos csoportot képeztek. A csoportokban a csapatok körmérkőzéses, oda-visszavágós rendszerben mérkőztek meg egymással. A csoportok első  két helyezettje az egyenes kieséses szakaszba jutott. A harmadik helyezettek az UEFA-kupa egyenes kieséses szakaszába kerültek. A negyedik helyezettek kiestek.

## Sorsolás
A sorsolás előtt a csapatokat négy kalapba sorolták az UEFA-együtthatójuk sorrendjében. A címvédő Manchester United automatikusan az 1. kalapba került, az első sorszámú kiemeltként. Minden kalapból minden csoportba egy-egy csapatot sorsoltak. Egy csoportba nem kerülhetett két azonos nemzetiségű csapat.
| Csapat                      | Együttható | Kalap |
| --------------------------- | ---------- | ----- |
| Manchester United (címvédő) | 107,996    | 1     |
| Chelsea                     | 124,996    | 1     |
| Liverpool FC                | 118,996    | 1     |
| FC Barcelona                | 117,837    | 1     |
| Arsenal                     | 110,996    | 1     |
| Olympique Lyonnais          | 99,380     | 1     |
| Internazionale              | 96,934     | 1     |
| Real Madrid                 | 93,837     | 1     |
| Bayern München              | 92,078     | 2     |
| PSV Eindhoven               | 91,610     | 2     |
| Villarreal CF               | 90,837     | 2     |
| AS Roma                     | 81,934     | 2     |
| FC Porto                    | 81,176     | 2     |
| Werder Bremen               | 74,078     | 2     |
| Sporting CP                 | 70,271     | 2     |
| Juventus                    | 66,934     | 2     |

| Csapat                 | Együttható | Kalap |
| ---------------------- | ---------- | ----- |
| Olympique de Marseille | 63,380     | 3     |
| Zenyit                 | 60,437     | 3     |
| Steaua București       | 59,398     | 3     |
| Panathinaikósz         | 52,525     | 3     |
| Girondins de Bordeaux  | 52,380     | 3     |
| Celtic                 | 52,013     | 3     |
| FC Basel               | 51,993     | 3     |
| Fenerbahçe SK          | 51,469     | 3     |
| Sahtar Doneck          | 49,932     | 4     |
| Fiorentina             | 40,934     | 4     |
| Atlético de Madrid     | 36,837     | 4     |
| Dinamo Kijiv           | 34,932     | 4     |
| CFR Cluj               | 13,398     | 4     |
| Aalborg BK             | 12,748     | 4     |
| Anórthoszisz           | 4,327      | 4     |
| BATE Bariszav          | 1,760      | 4     |

## Csoportok

### Sorrend meghatározása
Az UEFA versenyszabályzata alapján, ha két vagy több csapat a csoportmérkőzések után azonos pontszámmal állt, az alábbiak alapján kellett meghatározni a sorrendet:
1. az azonosan álló csapatok mérkőzésein szerzett több pont
2. az azonosan álló csapatok mérkőzésein elért jobb gólkülönbség
3. az azonosan álló csapatok mérkőzésein idegenben szerzett több gól
4. az összes mérkőzésen elért jobb gólkülönbség
5. az összes mérkőzésen szerzett több gól
6. az azonosan álló csapatok és nemzeti szövetségük jobb UEFA-együtthatója az előző öt évben

Az időpontok közép-európai idő/közép-európai nyári idő szerint értendők.

### A csoport
| Hely. | Csapat                | M | Gy | D | V | G+ | G– | Gk | P  | Továbbjutás                                |  | ROM | CHE | BOR | CLJ |
| ----- | --------------------- | - | -- | - | - | -- | -- | -- | -- | ------------------------------------------ |  | --- | --- | --- | --- |
| 1.    | AS Roma               | 6 | 4  | 0 | 2 | 12 | 6  | +6 | 12 | Továbbjutott az egyenes kieséses szakaszba |  | —   | 3–1 | 2–0 | 1–2 |
| 2.    | Chelsea               | 6 | 3  | 2 | 1 | 9  | 5  | +4 | 11 | Továbbjutott az egyenes kieséses szakaszba |  | 1–0 | —   | 4–0 | 2–1 |
| 3.    | Girondins de Bordeaux | 6 | 2  | 1 | 3 | 5  | 11 | −6 | 7  | Átkerült az UEFA-kupába                    |  | 1–3 | 1–1 | —   | 1–0 |
| 4.    | CFR Cluj              | 6 | 1  | 1 | 4 | 5  | 9  | −4 | 4  |                                            |  | 1–3 | 0–0 | 1–2 | —   |

| 2008. szeptember 16. 20:45 |

| Chelsea                                          | 4–0               | Girondins de Bordeaux |
| ------------------------------------------------ | ----------------- | --------------------- |
| Lampard 14' J. Cole 30' Malouda 82' Anelka 90+2' | (2–0) Jegyzőkönyv |                       |

| Stamford Bridge, London Nézőszám: 39 635 Játékvezető: Pieter Vink (holland) |

| 2008. szeptember 16. 20:45 |

| AS Roma     | 1–2               | CFR Cluj      |
| ----------- | ----------------- | ------------- |
| Panucci 17' | (1–1) Jegyzőkönyv | Culio 27' 49' |

| Olimpiai Stadion, Róma Nézőszám: 25 382 Játékvezető: Yuri Baskakov (orosz) |

| 2008. október 1. 20:45 |

| CFR Cluj | 0–0         | Chelsea |
| -------- | ----------- | ------- |
|          | Jegyzőkönyv |         |

| Stadionul Dr. Constantin Rădulescu, Cluj-Napoca Nézőszám: 20 320 Játékvezető: Florian Meyer (német) |

| 2008. október 1. 20:45 |

| Girondins de Bordeaux | 1–3               | AS Roma                      |
| --------------------- | ----------------- | ---------------------------- |
| Gourcuff 18'          | (1–0) Jegyzőkönyv | Vučinić 64' Baptista 71' 83' |

| Stade Chaban-Delmas, Bordeaux Nézőszám: 26 920 Játékvezető: Alberto Undiano Mallenco (spanyol) |

| 2008. október 22. 20:45 |

| Girondins de Bordeaux | 1–0               | CFR Cluj |
| --------------------- | ----------------- | -------- |
| Cadú 54' (öngól)      | (0–0) Jegyzőkönyv |          |

| Stade Chaban-Delmas, Bordeaux Nézőszám: 26 213 Játékvezető: Ivan Bebek (horvát) |

| 2008. október 22. 20:45 |

| Chelsea   | 1–0               | AS Roma |
| --------- | ----------------- | ------- |
| Terry 77' | (0–0) Jegyzőkönyv |         |

| Stamford Bridge, London Nézőszám: 41 002 Játékvezető: Kyros Vassaras (görög) |

| 2008. november 4. 20:45 |

| CFR Cluj | 1–2               | Girondins de Bordeaux  |
| -------- | ----------------- | ---------------------- |
| Dani 9'  | (1–2) Jegyzőkönyv | Gourcuff 6' Wendel 38' |

| Stadionul Dr. Constantin Rădulescu, Cluj-Napoca Nézőszám: 19 380 Játékvezető: Massimo Busacca (svájci) |

| 2008. november 4. 20:45 |

| AS Roma                     | 3–1               | Chelsea   |
| --------------------------- | ----------------- | --------- |
| Panucci 34' Vučinić 48' 58' | (1–0) Jegyzőkönyv | Terry 75' |

| Olimpiai Stadion, Róma Nézőszám: 35 038 Játékvezető: Luis Medina Cantalejo (spanyol) |

| 2008. november 26. 20:45 |

| Girondins de Bordeaux | 1–1               | Chelsea    |
| --------------------- | ----------------- | ---------- |
| Diarra 83'            | (0–0) Jegyzőkönyv | Anelka 60' |

| Stade Chaban-Delmas, Bordeaux Nézőszám: 32 486 Játékvezető: Frank De Bleeckere (belga) |

| 2008. november 26. 20:45 |

| CFR Cluj    | 1–3               | AS Roma                  |
| ----------- | ----------------- | ------------------------ |
| Y. Koné 30' | (1–2) Jegyzőkönyv | Brighi 11' 64' Totti 23' |

| Stadionul Dr. Constantin Rădulescu, Cluj-Napoca Nézőszám: 19 292 Játékvezető: Lucílio Batista (portugál) |

| 2008. december 9. 20:45 |

| Chelsea              | 2–1               | CFR Cluj    |
| -------------------- | ----------------- | ----------- |
| Kalou 40' Drogba 71' | (1–0) Jegyzőkönyv | Y. Koné 55' |

| Stamford Bridge, London Nézőszám: 41 060 Játékvezető: Peter Fröjdfeldt (svéd) |

| 2008. december 9. 20:45 |

| AS Roma              | 2–0               | Girondins de Bordeaux |
| -------------------- | ----------------- | --------------------- |
| Brighi 61' Totti 79' | (0–0) Jegyzőkönyv |                       |

| Olimpiai Stadion, Róma Nézőszám: 38 926 Játékvezető: Herbert Fandel (német) |

### B csoport
| Hely. | Csapat         | M | Gy | D | V | G+ | G– | Gk | P  | Továbbjutás                                |  | PAN | INT | BRM | ANO |
| ----- | -------------- | - | -- | - | - | -- | -- | -- | -- | ------------------------------------------ |  | --- | --- | --- | --- |
| 1.    | Panathinaikósz | 6 | 3  | 1 | 2 | 8  | 7  | +1 | 10 | Továbbjutott az egyenes kieséses szakaszba |  | —   | 0–2 | 2–2 | 1–0 |
| 2.    | Internazionale | 6 | 2  | 2 | 2 | 8  | 7  | +1 | 8  | Továbbjutott az egyenes kieséses szakaszba |  | 0–1 | —   | 1–1 | 1–0 |
| 3.    | Werder Bremen  | 6 | 1  | 4 | 1 | 7  | 9  | −2 | 7  | Átkerült az UEFA-kupába                    |  | 0–3 | 2–1 | —   | 0–0 |
| 4.    | Anórthoszisz   | 6 | 1  | 3 | 2 | 8  | 8  | 0  | 6  |                                            |  | 3–1 | 3–3 | 2–2 | —   |

| 2008. szeptember 16. 20:45 |

| Panathinaikósz | 0–2               | Internazionale          |
| -------------- | ----------------- | ----------------------- |
|                | (0–1) Jegyzőkönyv | Mancini 27' Adriano 85' |

| Olimpiai Stadion, Athén Nézőszám: 58 378 Játékvezető: Manuel Mejuto González (spanyol) |

| 2008. szeptember 16. 20:45 |

| Werder Bremen | 0–0         | Anórthoszisz |
| ------------- | ----------- | ------------ |
|               | Jegyzőkönyv |              |

| Weserstadion, Bréma Nézőszám: 34 690 Játékvezető: Craig Thomson (skót) |

| 2008. október 1. 20:45 |

| Anórthoszisz                                       | 3–1               | Panathinaikósz             |
| -------------------------------------------------- | ----------------- | -------------------------- |
| Sarriegi 11' (öngól) Dobrasinović 15' Hawar M. 78' | (2–1) Jegyzőkönyv | Salpingidis 28' (11-esből) |

| GSP Stadium, Nicosia Nézőszám: 19 259 Játékvezető: Eric Braamhaar (holland) |

| 2008. október 1. 20:45 |

| Internazionale | 1–1               | Werder Bremen |
| -------------- | ----------------- | ------------- |
| Maicon 13'     | (1–0) Jegyzőkönyv | Pizarro 62'   |

| San Siro, Milánó Nézőszám: 32 965 Játékvezető: Ľuboš Micheľ (szlovák) |

| 2008. október 22. 20:45 |

| Internazionale | 1–0               | Anórthoszisz |
| -------------- | ----------------- | ------------ |
| Adriano 44'    | (1–0) Jegyzőkönyv |              |

| San Siro, Milánó Nézőszám: 27 247 Játékvezető: Howard Webb (angol) |

| 2008. október 22. 20:45 |

| Panathinaikósz   | 2–2               | Werder Bremen               |
| ---------------- | ----------------- | --------------------------- |
| Mantzios 36' 68' | (1–1) Jegyzőkönyv | Mertesacker 29' Almeida 82' |

| Olimpiai Stadion, Athén Nézőszám: 54 089 Játékvezető: Mike Riley (angol) |

| 2008. november 4. 20:45 |

| Anórthoszisz                        | 3–3               | Internazionale                       |
| ----------------------------------- | ----------------- | ------------------------------------ |
| Bardon 31' Panagi 45+1' Frousos 50' | (2–2) Jegyzőkönyv | Balotelli 13' Materazzi 44' Cruz 80' |

| GSP Stadium, Nicosia Nézőszám: 17 140 Játékvezető: Laurent Duhamel (francia) |

| 2008. november 4. 20:45 |

| Werder Bremen | 0–3               | Panathinaikósz                          |
| ------------- | ----------------- | --------------------------------------- |
|               | (0–0) Jegyzőkönyv | Mantzios 58' Karagounis 70' Tziolis 83' |

| Weserstadion, Bréma Nézőszám: 35 968 Játékvezető: Kassai Viktor (magyar) |

| 2008. november 26. 20:45 |

| Internazionale | 0–1               | Panathinaikósz |
| -------------- | ----------------- | -------------- |
|                | (0–0) Jegyzőkönyv | Sarriegi 69'   |

| San Siro, Milánó Nézőszám: 34 955 Játékvezető: Tom Henning Øvrebø (norvég) |

| 2008. november 26. 20:45 |

| Anórthoszisz           | 2–2               | Werder Bremen                    |
| ---------------------- | ----------------- | -------------------------------- |
| Nicolaou 62' Sávio 68' | (0–0) Jegyzőkönyv | Diego 72' (11-esből) Almeida 87' |

| GSP Stadium, Nicosia Nézőszám: 18 461 Játékvezető: Manuel Mejuto González (spanyol) |

| 2008. december 9. 20:45 |

| Panathinaikósz | 1–0               | Anórthoszisz |
| -------------- | ----------------- | ------------ |
| Karagounis 69' | (0–0) Jegyzőkönyv |              |

| Olimpiai Stadion, Athén Nézőszám: 59 872 Játékvezető: Bertrand Layec (francia) |

| 2008. december 9. 20:45 |

| Werder Bremen             | 2–1               | Internazionale  |
| ------------------------- | ----------------- | --------------- |
| Pizarro 63' Rosenberg 81' | (0–0) Jegyzőkönyv | Ibrahimović 88' |

| Weserstadion, Bréma Nézőszám: 35 000 Játékvezető: Pieter Vink (holland) |

### C csoport
| Hely. | Csapat        | M | Gy | D | V | G+ | G– | Gk  | P  | Továbbjutás                                |  | BAR | SPO | SHK | BSL |
| ----- | ------------- | - | -- | - | - | -- | -- | --- | -- | ------------------------------------------ |  | --- | --- | --- | --- |
| 1.    | FC Barcelona  | 6 | 4  | 1 | 1 | 18 | 8  | +10 | 13 | Továbbjutott az egyenes kieséses szakaszba |  | —   | 3–1 | 2–3 | 1–1 |
| 2.    | Sporting CP   | 6 | 4  | 0 | 2 | 8  | 8  | 0   | 12 | Továbbjutott az egyenes kieséses szakaszba |  | 2–5 | —   | 1–0 | 2–0 |
| 3.    | Sahtar Doneck | 6 | 3  | 0 | 3 | 11 | 7  | +4  | 9  | Átkerült az UEFA-kupába                    |  | 1–2 | 0–1 | —   | 5–0 |
| 4.    | FC Basel      | 6 | 0  | 1 | 5 | 2  | 16 | −14 | 1  |                                            |  | 0–5 | 0–1 | 1–2 | —   |

| 2008. szeptember 16. 20:45 |

| FC Basel      | 1–2               | Sahtar Doneck                |
| ------------- | ----------------- | ---------------------------- |
| Abraham 90+3' | (0–2) Jegyzőkönyv | Fernandinho 25' Jádson 45+1' |

| St. Jakob-Park, Basel Nézőszám: 34 820 Játékvezető: Terje Hauge (norvég) |

| 2008. szeptember 16. 20:45 |

| FC Barcelona                              | 3–1               | Sporting CP |
| ----------------------------------------- | ----------------- | ----------- |
| Márquez 21' Eto'o 60' (11-esből) Xavi 87' | (1–0) Jegyzőkönyv | Tonel 72'   |

| Camp Nou, Barcelona Nézőszám: 58 354 Játékvezető: Laurent Duhamel (francia) |

| 2008. október 1. 20:45 |

| Sporting CP              | 2–0               | FC Basel |
| ------------------------ | ----------------- | -------- |
| Romagnoli 55' Derlei 86' | (0–0) Jegyzőkönyv |          |

| Estádio José Alvalade, Lisszabon Nézőszám: 22 638 Játékvezető: Nicola Rizzoli (olasz) |

| 2008. október 1. 20:45 |

| Sahtar Doneck | 1–2               | FC Barcelona    |
| ------------- | ----------------- | --------------- |
| Ilsinho 45'   | (1–0) Jegyzőkönyv | Messi 87' 90+4' |

| RSC Olimpiyskiy, Donetsk Nézőszám: 25 300 Játékvezető: Howard Webb (angol) |

| 2008. október 22. 20:45 |

| Sahtar Doneck | 0–1               | Sporting CP |
| ------------- | ----------------- | ----------- |
|               | (0–0) Jegyzőkönyv | Liédson 76' |

| RSC Olimpiyskiy, Donetsk Nézőszám: 23 120 Játékvezető: Herbert Fandel (német) |

| 2008. október 22. 20:45 |

| FC Basel | 0–5               | FC Barcelona                                 |
| -------- | ----------------- | -------------------------------------------- |
|          | (0–3) Jegyzőkönyv | Messi 4' Busquets 15' Bojan 22' 46' Xavi 48' |

| St. Jakob-Park, Basel Nézőszám: 37 500 Játékvezető: Eric Braamhaar (holland) |

| 2008. november 4. 20:45 |

| Sporting CP | 1–0               | Sahtar Doneck |
| ----------- | ----------------- | ------------- |
| Derlei 73'  | (0–0) Jegyzőkönyv |               |

| Estádio José Alvalade, Lisszabon Nézőszám: 24 282 Játékvezető: Alain Hamer (luxemburgi) |

| 2008. november 4. 20:45 |

| FC Barcelona | 1–1               | FC Basel     |
| ------------ | ----------------- | ------------ |
| Messi 62'    | (0–0) Jegyzőkönyv | Derdiyok 82' |

| Camp Nou, Barcelona Nézőszám: 49 479 Játékvezető: Alexandru Tudor (román) |

| 2008. november 26. 20:45 |

| Sahtar Doneck                                | 5–0               | FC Basel |
| -------------------------------------------- | ----------------- | -------- |
| Jádson 32' 65' 72' Willian 50' Seleznyov 75' | (1–0) Jegyzőkönyv |          |

| RSC Olimpiyskiy, Donetsk Nézőszám: 14 000 Játékvezető: Kristinn Jakobsson (izlandi) |

| 2008. november 26. 20:45 |

| Sporting CP            | 2–5               | FC Barcelona                                                           |
| ---------------------- | ----------------- | ---------------------------------------------------------------------- |
| Veloso 65' Liédson 66' | (0–2) Jegyzőkönyv | Henry 14' Piqué 17' Messi 49' Caneira 67' (öngól) Bojan 73' (11-esből) |

| Estádio José Alvalade, Lisszabon Nézőszám: 31 765 Játékvezető: Matteo Trefoloni (olasz) |

| 2008. december 9. 20:45 |

| FC Basel | 0–1               | Sporting CP |
| -------- | ----------------- | ----------- |
|          | (0–1) Jegyzőkönyv | Djaló 19'   |

| St. Jakob-Park, Basel Nézőszám: 30 248 Játékvezető: Paul Allaerts (belga) |

| 2008. december 9. 20:45 |

| FC Barcelona              | 2–3               | Sahtar Doneck                  |
| ------------------------- | ----------------- | ------------------------------ |
| Sylvinho 59' Busquets 83' | (0–1) Jegyzőkönyv | Hladky 31' 58' Fernandinho 76' |

| Camp Nou, Barcelona Nézőszám: 22 763 Játékvezető: Mike Riley (angol) |

### D csoport
| Hely. | Csapat                 | M | Gy | D | V | G+ | G– | Gk | P  | Továbbjutás                                |  | LIV | ATM | MAR | PSV |
| ----- | ---------------------- | - | -- | - | - | -- | -- | -- | -- | ------------------------------------------ |  | --- | --- | --- | --- |
| 1.    | Liverpool FC           | 6 | 4  | 2 | 0 | 11 | 5  | +6 | 14 | Továbbjutott az egyenes kieséses szakaszba |  | —   | 1–1 | 1–0 | 3–1 |
| 2.    | Atlético de Madrid     | 6 | 3  | 3 | 0 | 9  | 4  | +5 | 12 | Továbbjutott az egyenes kieséses szakaszba |  | 1–1 | —   | 2–1 | 2–1 |
| 3.    | Olympique de Marseille | 6 | 1  | 1 | 4 | 5  | 7  | −2 | 4  | Átkerült az UEFA-kupába                    |  | 1–2 | 0–0 | —   | 3–0 |
| 4.    | PSV Eindhoven          | 6 | 1  | 0 | 5 | 5  | 14 | −9 | 3  |                                            |  | 1–3 | 0–3 | 2–0 | —   |

| 2008. szeptember 16. 20:45 |

| PSV Eindhoven | 0–3               | Atlético de Madrid        |
| ------------- | ----------------- | ------------------------- |
|               | (0–2) Jegyzőkönyv | Agüero 9' 36' Maniche 54' |

| Philips Stadion, Eindhoven Nézőszám: 29 000 Játékvezető: Roberto Rosetti (olasz) |

| 2008. szeptember 16. 20:45 |

| Olympique de Marseille | 1–2               | Liverpool FC               |
| ---------------------- | ----------------- | -------------------------- |
| Cana 23'               | (1–2) Jegyzőkönyv | Gerrard 26' 32' (11-esből) |

| Stade Vélodrome, Marseille Nézőszám: 44 841 Játékvezető: Konrad Plautz (osztrák) |

| 2008. október 1. 20:45 |

| Liverpool FC                  | 3–1               | PSV Eindhoven  |
| ----------------------------- | ----------------- | -------------- |
| Kuyt 4' Keane 34' Gerrard 76' | (2–0) Jegyzőkönyv | Koevermans 78' |

| Anfield, Liverpool Nézőszám: 41 097 Játékvezető: Felix Brych (német) |

| 2008. október 1. 20:45 |

| Atlético de Madrid        | 2–1               | Olympique de Marseille |
| ------------------------- | ----------------- | ---------------------- |
| Agüero 4' Raúl García 22' | (2–1) Jegyzőkönyv | Niang 16'              |

| Vicente Calderón Stadion, Madrid Nézőszám: 39 898 Játékvezető: Tom Henning Øvrebø (norvég) |

| 2008. október 22. 20:45 |

| Atlético de Madrid | 1–1               | Liverpool FC |
| ------------------ | ----------------- | ------------ |
| Simão 83'          | (0–1) Jegyzőkönyv | Keane 14'    |

| Vicente Calderón Stadion, Madrid Nézőszám: 48 769 Játékvezető: Claus Bo Larsen (dán) |

| 2008. október 22. 20:45 |

| PSV Eindhoven      | 2–0               | Olympique de Marseille |
| ------------------ | ----------------- | ---------------------- |
| Koevermans 71' 85' | (0–0) Jegyzőkönyv |                        |

| Philips Stadion, Eindhoven Nézőszám: 29 000 Játékvezető: Damir Skomina (szlovén) |

| 2008. november 4. 20:45 |

| Liverpool FC             | 1–1               | Atlético de Madrid |
| ------------------------ | ----------------- | ------------------ |
| Gerrard 90+5' (11-esből) | (0–1) Jegyzőkönyv | Rodríguez 37'      |

| Anfield, Liverpool Nézőszám: 42 010 Játékvezető: Martin Hansson (svéd) |

| 2008. november 4. 20:45 |

| Olympique de Marseille | 3–0               | PSV Eindhoven |
| ---------------------- | ----------------- | ------------- |
| Koné 30' Niang 63' 71' | (1–0) Jegyzőkönyv |               |

| Stade Vélodrome, Marseille Nézőszám: 48 777 Játékvezető: Nicola Rizzoli (olasz) |

| 2008. november 26. 20:45 |

| Atlético de Madrid      | 2–1               | PSV Eindhoven  |
| ----------------------- | ----------------- | -------------- |
| Simão 14' Rodríguez 28' | (2–0) Jegyzőkönyv | Koevermans 47' |

| Vicente Calderón Stadion, Madrid Nézőszám: 0 Játékvezető: Massimo Busacca (svájci) |

| 2008. november 26. 20:45 |

| Liverpool FC | 1–0               | Olympique de Marseille |
| ------------ | ----------------- | ---------------------- |
| Gerrard 23'  | (1–0) Jegyzőkönyv |                        |

| Anfield, Liverpool Nézőszám: 40 024 Játékvezető: Olegário Benquerença (portugál) |

| 2008. december 9. 20:45 |

| PSV Eindhoven | 1–3               | Liverpool FC                    |
| ------------- | ----------------- | ------------------------------- |
| Lazović 36'   | (1–1) Jegyzőkönyv | Babel 45+2' Riera 68' N'Gog 77' |

| Philips Stadion, Eindhoven Nézőszám: 33 500 Játékvezető: Nikolai Ivanov (orosz) |

| 2008. december 9. 20:45 |

| Olympique de Marseille | 0–0         | Atlético de Madrid |
| ---------------------- | ----------- | ------------------ |
|                        | Jegyzőkönyv |                    |

| Stade Vélodrome, Marseille Nézőszám: 49 663 Játékvezető: Wolfgang Stark (német) |

### E csoport
| Hely. | Csapat            | M | Gy | D | V | G+ | G– | Gk | P  | Továbbjutás                                |  | MUN | VIL | AAB | CEL |
| ----- | ----------------- | - | -- | - | - | -- | -- | -- | -- | ------------------------------------------ |  | --- | --- | --- | --- |
| 1.    | Manchester United | 6 | 2  | 4 | 0 | 9  | 3  | +6 | 10 | Továbbjutott az egyenes kieséses szakaszba |  | —   | 0–0 | 2–2 | 3–0 |
| 2.    | Villarreal CF     | 6 | 2  | 3 | 1 | 9  | 7  | +2 | 9  | Továbbjutott az egyenes kieséses szakaszba |  | 0–0 | —   | 6–3 | 1–0 |
| 3.    | Aalborg BK        | 6 | 1  | 3 | 2 | 9  | 14 | −5 | 6  | Átkerült az UEFA-kupába                    |  | 0–3 | 2–2 | —   | 2–1 |
| 4.    | Celtic            | 6 | 1  | 2 | 3 | 4  | 7  | −3 | 5  |                                            |  | 1–1 | 2–0 | 0–0 | —   |

| 2008. szeptember 17. 20:45 |

| Manchester United | 0–0         | Villarreal CF |
| ----------------- | ----------- | ------------- |
|                   | Jegyzőkönyv |               |

| Old Trafford, Manchester Nézőszám: 74 944 Játékvezető: Wolfgang Stark (német) |

| 2008. szeptember 17. 20:45 |

| Celtic | 0–0         | Aalborg BK |
| ------ | ----------- | ---------- |
|        | Jegyzőkönyv |            |

| Celtic Park, Glasgow Nézőszám: 58 754 Játékvezető: Matteo Trefoloni (olasz) |

| 2008. szeptember 30. 20:45 |

| Aalborg BK | 0–3               | Manchester United           |
| ---------- | ----------------- | --------------------------- |
|            | (0–1) Jegyzőkönyv | Rooney 22' Berbatov 55' 79' |

| Aalborg Stadion, Aalborg Nézőszám: 10 346 Játékvezető: Olegário Benquerença (portugál) |

| 2008. szeptember 30. 20:45 |

| Villarreal CF | 1–0               | Celtic |
| ------------- | ----------------- | ------ |
| Senna 67'     | (0–0) Jegyzőkönyv |        |

| Estadio El Madrigal, Villarreal Nézőszám: 21 515 Játékvezető: Kassai Viktor (magyar) |

| 2008. október 21. 20:45 |

| Villarreal CF                                          | 6–3               | Aalborg BK                                  |
| ------------------------------------------------------ | ----------------- | ------------------------------------------- |
| Rossi 28' Capdevila 33' Llorente 67' 70' 84' Pirès 79' | (2–2) Jegyzőkönyv | Saganowski 19' Enevoldsen 36' Johansson 77' |

| Estadio El Madrigal, Villarreal Nézőszám: 15 959 Játékvezető: Florian Meyer (német) |

| 2008. október 21. 20:45 |

| Manchester United           | 3–0               | Celtic |
| --------------------------- | ----------------- | ------ |
| Berbatov 30' 51' Rooney 76' | (1–0) Jegyzőkönyv |        |

| Old Trafford, Manchester Nézőszám: 74 655 Játékvezető: Frank De Bleeckere (belga) |

| 2008. november 5. 20:45 |

| Aalborg BK        | 2–2               | Villarreal CF        |
| ----------------- | ----------------- | -------------------- |
| Curth 54' Due 81' | (0–1) Jegyzőkönyv | Rossi 41' Franco 75' |

| Aalborg Stadion, Aalborg Nézőszám: 10 355 Játékvezető: Bertrand Layec (francia) |

| 2008. november 5. 20:45 |

| Celtic       | 1–1               | Manchester United |
| ------------ | ----------------- | ----------------- |
| McDonald 13' | (1–0) Jegyzőkönyv | Giggs 84'         |

| Celtic Park, Glasgow Nézőszám: 58 903 Játékvezető: Tom Henning Øvrebø (norvég) |

| 2008. november 25. 20:45 |

| Villarreal CF | 0–0         | Manchester United |
| ------------- | ----------- | ----------------- |
|               | Jegyzőkönyv |                   |

| Estadio El Madrigal, Villarreal Nézőszám: 22 529 Játékvezető: Roberto Rosetti (olasz) |

| 2008. november 25. 20:45 |

| Aalborg BK                    | 2–1               | Celtic     |
| ----------------------------- | ----------------- | ---------- |
| Cacá 73' Caldwell 87' (öngól) | (0–0) Jegyzőkönyv | Robson 53' |

| Aalborg Stadion, Aalborg Nézőszám: 10 096 Játékvezető: Konrad Plautz (osztrák) |

| 2008. december 10. 20:45 |

| Manchester United   | 2–2               | Aalborg BK               |
| ------------------- | ----------------- | ------------------------ |
| Tévez 3' Rooney 52' | (1–2) Jegyzőkönyv | Jakobsen 31' Curth 45+2' |

| Old Trafford, Manchester Nézőszám: 74 382 Játékvezető: Laurent Duhamel (francia) |

| 2008. december 10. 20:45 |

| Celtic                    | 2–0               | Villarreal CF |
| ------------------------- | ----------------- | ------------- |
| Maloney 14' McGeady 45+2' | (2–0) Jegyzőkönyv |               |

| Celtic Park, Glasgow Nézőszám: 58 014 Játékvezető: Claudio Circhetta (svájci) |

### F csoport
| Hely. | Csapat             | M | Gy | D | V | G+ | G– | Gk | P  | Továbbjutás                                |  | BAY | LYO | FIO | STE |
| ----- | ------------------ | - | -- | - | - | -- | -- | -- | -- | ------------------------------------------ |  | --- | --- | --- | --- |
| 1.    | Bayern München     | 6 | 4  | 2 | 0 | 12 | 4  | +8 | 14 | Továbbjutott az egyenes kieséses szakaszba |  | —   | 1–1 | 3–0 | 3–0 |
| 2.    | Olympique Lyonnais | 6 | 3  | 2 | 1 | 14 | 10 | +4 | 11 | Továbbjutott az egyenes kieséses szakaszba |  | 2–3 | —   | 2–2 | 2–0 |
| 3.    | Fiorentina         | 6 | 1  | 3 | 2 | 5  | 8  | −3 | 6  | Átkerült az UEFA-kupába                    |  | 1–1 | 1–2 | —   | 0–0 |
| 4.    | Steaua București   | 6 | 0  | 1 | 5 | 3  | 12 | −9 | 1  |                                            |  | 0–1 | 3–5 | 0–1 | —   |

| 2008. szeptember 17. 20:45 |

| Steaua București | 0–1               | Bayern München |
| ---------------- | ----------------- | -------------- |
|                  | (0–1) Jegyzőkönyv | Van Buyten 15' |

| Stadionul Steaua, Bukarest Nézőszám: 13 379 Játékvezető: Claus Bo Larsen (dán) |

| 2008. szeptember 17. 20:45 |

| Olympique Lyonnais        | 2–2               | Fiorentina        |
| ------------------------- | ----------------- | ----------------- |
| Piquionne 73' Benzema 86' | (0–2) Jegyzőkönyv | Gilardino 12' 42' |

| Stade de Gerland, Lyon Nézőszám: 43 000 Játékvezető: Peter Fröjdfeldt (svéd) |

| 2008. szeptember 30. 20:45 |

| Fiorentina | 0–0         | Steaua București |
| ---------- | ----------- | ---------------- |
|            | Jegyzőkönyv |                  |

| Stadio Artemio Franchi, Firenze Nézőszám: 25 383 Játékvezető: Mike Riley (angol) |

| 2008. szeptember 30. 20:45 |

| Bayern München | 1–1               | Olympique Lyonnais     |
| -------------- | ----------------- | ---------------------- |
| Zé Roberto 52' | (0–1) Jegyzőkönyv | Demichelis 25' (öngól) |

| Allianz Arena, München Nézőszám: 64 000 Játékvezető: Kyros Vassaras (görög) |

| 2008. október 21. 20:45 |

| Bayern München                             | 3–0               | Fiorentina |
| ------------------------------------------ | ----------------- | ---------- |
| Klose 4' Schweinsteiger 25' Zé Roberto 90' | (2–0) Jegyzőkönyv |            |

| Allianz Arena, München Nézőszám: 66 000 Játékvezető: Olegário Benquerença (portugál) |

| 2008. október 21. 20:45 |

| Steaua București               | 3–5               | Olympique Lyonnais                       |
| ------------------------------ | ----------------- | ---------------------------------------- |
| Arthuro 8' Goian 11' Petre 45' | (3–2) Jegyzőkönyv | Keïta 23' Benzema 33' 71' Fred 69' 90+2' |

| Stadionul Steaua, Bukarest Nézőszám: 15 239 Játékvezető: Grzegorz Gilewski (lengyel) |

| 2008. november 5. 20:45 |

| Fiorentina | 1–1               | Bayern München |
| ---------- | ----------------- | -------------- |
| Mutu 11'   | (1–0) Jegyzőkönyv | Borowski 78'   |

| Stadio Artemio Franchi, Firenze Nézőszám: 37 034 Játékvezető: Alberto Undiano Mallenco (spanyol) |

| 2008. november 5. 20:45 |

| Olympique Lyonnais         | 2–0               | Steaua București |
| -------------------------- | ----------------- | ---------------- |
| Juninho 44' Réveillère 89' | (1–0) Jegyzőkönyv |                  |

| Stade de Gerland, Lyon Nézőszám: 37 243 Játékvezető: Manuel Mejuto González (spanyol) |

| 2008. november 25. 20:45 |

| Bayern München         | 3–0               | Steaua București |
| ---------------------- | ----------------- | ---------------- |
| Klose 57' 71' Toni 61' | (0–0) Jegyzőkönyv |                  |

| Allianz Arena, München Nézőszám: 64 000 Játékvezető: Eric Braamhaar (holland) |

| 2008. november 25. 20:45 |

| Fiorentina    | 1–2               | Olympique Lyonnais     |
| ------------- | ----------------- | ---------------------- |
| Gilardino 45' | (1–2) Jegyzőkönyv | Makoun 15' Benzema 27' |

| Stadio Artemio Franchi, Firenze Nézőszám: 23 736 Játékvezető: Kassai Viktor (magyar) |

| 2008. december 10. 20:45 |

| Steaua București | 0–1               | Fiorentina    |
| ---------------- | ----------------- | ------------- |
|                  | (0–0) Jegyzőkönyv | Gilardino 66' |

| Stadionul Steaua, Bukarest Nézőszám: 14 862 Játékvezető: Luis Medina Cantalejo (spanyol) |

| 2008. december 10. 20:45 |

| Olympique Lyonnais    | 2–3               | Bayern München           |
| --------------------- | ----------------- | ------------------------ |
| Govou 52' Benzema 68' | (0–3) Jegyzőkönyv | Klose 11' 37' Ribéry 34' |

| Stade de Gerland, Lyon Nézőszám: 38 349 Játékvezető: Howard Webb (angol) |

### G csoport
| Hely. | Csapat        | M | Gy | D | V | G+ | G– | Gk | P  | Továbbjutás                                |  | POR | ARS | DKV | FEN |
| ----- | ------------- | - | -- | - | - | -- | -- | -- | -- | ------------------------------------------ |  | --- | --- | --- | --- |
| 1.    | FC Porto      | 6 | 4  | 0 | 2 | 9  | 8  | +1 | 12 | Továbbjutott az egyenes kieséses szakaszba |  | —   | 2–0 | 0–1 | 3–1 |
| 2.    | Arsenal       | 6 | 3  | 2 | 1 | 11 | 5  | +6 | 11 | Továbbjutott az egyenes kieséses szakaszba |  | 4–0 | —   | 1–0 | 0–0 |
| 3.    | Dinamo Kijiv  | 6 | 2  | 2 | 2 | 4  | 4  | 0  | 8  | Átkerült az UEFA-kupába                    |  | 1–2 | 1–1 | —   | 1–0 |
| 4.    | Fenerbahçe SK | 6 | 0  | 2 | 4 | 4  | 11 | −7 | 2  |                                            |  | 1–2 | 2–5 | 0–0 | —   |

| 2008. szeptember 17. 20:45 |

| FC Porto                                | 3–1               | Fenerbahçe SK |
| --------------------------------------- | ----------------- | ------------- |
| Lisandro López 10' Lucho 13' Lino 90+2' | (2–1) Jegyzőkönyv | Güiza 29'     |

| Estádio do Dragão, Porto Nézőszám: 38 709 Játékvezető: Bertrand Layec (francia) |

| 2008. szeptember 17. 20:45 |

| Dinamo Kijiv            | 1–1               | Arsenal    |
| ----------------------- | ----------------- | ---------- |
| Bangoura 64' (11-esből) | (0–0) Jegyzőkönyv | Gallas 88' |

| Valerij Lobanovszkij Stadion, Kijev Nézőszám: 16 800 Játékvezető: Luis Medina Cantalejo (spanyol) |

| 2008. szeptember 30. 20:45 |

| Arsenal                                        | 4–0               | FC Porto |
| ---------------------------------------------- | ----------------- | -------- |
| van Persie 31' 48' Adebayor 40' 71' (11-esből) | (2–0) Jegyzőkönyv |          |

| Emirates Stadium, London Nézőszám: 59 623 Játékvezető: Herbert Fandel (német) |

| 2008. szeptember 30. 20:45 |

| Fenerbahçe SK | 0–0         | Dinamo Kijiv |
| ------------- | ----------- | ------------ |
|               | Jegyzőkönyv |              |

| Şükrü Saracoğlu Stadion, Isztambul Nézőszám: 35 112 Játékvezető: Thomas Einwaller (osztrák) |

| 2008. október 21. 20:45 |

| Fenerbahçe SK                   | 2–5               | Arsenal                                                  |
| ------------------------------- | ----------------- | -------------------------------------------------------- |
| Silvestre 19' (öngól) Güiza 78' | (1–3) Jegyzőkönyv | Adebayor 10' Walcott 11' Diaby 22' Song 49' Ramsey 90+4' |

| Şükrü Saracoğlu Stadion, Isztambul Nézőszám: 42 619 Játékvezető: Peter Fröjdfeldt (svéd) |

| 2008. október 21. 20:45 |

| FC Porto | 0–1               | Dinamo Kijiv |
| -------- | ----------------- | ------------ |
|          | (0–1) Jegyzőkönyv | Aliyev 27'   |

| Estádio do Dragão, Porto Nézőszám: 32 209 Játékvezető: Terje Hauge (norvég) |

| 2008. november 5. 20:45 |

| Arsenal | 0–0         | Fenerbahçe SK |
| ------- | ----------- | ------------- |
|         | Jegyzőkönyv |               |

| Emirates Stadium, London Nézőszám: 60 003 Játékvezető: Roberto Rosetti (olasz) |

| 2008. november 5. 20:45 |

| Dinamo Kijiv  | 1–2               | FC Porto                |
| ------------- | ----------------- | ----------------------- |
| Milevskiy 21' | (1–0) Jegyzőkönyv | Rolando 69' Lucho 90+2' |

| Valerij Lobanovszkij Stadion, Kijev Nézőszám: 16 300 Játékvezető: Konrad Plautz (osztrák) |

| 2008. november 25. 20:45 |

| Fenerbahçe SK      | 1–2               | FC Porto               |
| ------------------ | ----------------- | ---------------------- |
| Kazim-Richards 63' | (0–2) Jegyzőkönyv | Lisandro López 19' 28' |

| Şükrü Saracoğlu Stadion, Isztambul Nézőszám: 38 120 Játékvezető: Alberto Undiano Mallenco (spanyol) |

| 2008. november 25. 20:45 |

| Arsenal      | 1–0               | Dinamo Kijiv |
| ------------ | ----------------- | ------------ |
| Bendtner 87' | (0–0) Jegyzőkönyv |              |

| Emirates Stadium, London Nézőszám: 59 374 Játékvezető: Alain Hamer (luxemburgi) |

| 2008. december 10. 20:45 |

| FC Porto                           | 2–0               | Arsenal |
| ---------------------------------- | ----------------- | ------- |
| Bruno Alves 39' Lisandro López 54' | (1–0) Jegyzőkönyv |         |

| Estádio do Dragão, Porto Nézőszám: 37 602 Játékvezető: Kyros Vassaras (görög) |

| 2008. december 10. 20:45 |

| Dinamo Kijiv | 1–0               | Fenerbahçe SK |
| ------------ | ----------------- | ------------- |
| Eremenko 20' | (1–0) Jegyzőkönyv |               |

| Valerij Lobanovszkij Stadion, Kijev Nézőszám: 14 000 Játékvezető: Florian Meyer (német) |

### H csoport
| Hely. | Csapat        | M | Gy | D | V | G+ | G– | Gk | P  | Továbbjutás                                |  | JUV | RMA | ZEN | BATE |
| ----- | ------------- | - | -- | - | - | -- | -- | -- | -- | ------------------------------------------ |  | --- | --- | --- | ---- |
| 1.    | Juventus      | 6 | 3  | 3 | 0 | 7  | 3  | +4 | 12 | Továbbjutott az egyenes kieséses szakaszba |  | —   | 2–1 | 1–0 | 0–0  |
| 2.    | Real Madrid   | 6 | 4  | 0 | 2 | 9  | 5  | +4 | 12 | Továbbjutott az egyenes kieséses szakaszba |  | 0–2 | —   | 3–0 | 2–0  |
| 3.    | Zenyit        | 6 | 1  | 2 | 3 | 4  | 7  | −3 | 5  | Átkerült az UEFA-kupába                    |  | 0–0 | 1–2 | —   | 1–1  |
| 4.    | BATE Bariszav | 6 | 0  | 3 | 3 | 3  | 8  | −5 | 3  |                                            |  | 2–2 | 0–1 | 0–2 | —    |

| 2008. szeptember 17. 20:45 |

| Juventus      | 1–0               | Zenyit |
| ------------- | ----------------- | ------ |
| Del Piero 76' | (0–0) Jegyzőkönyv |        |

| Stadio Olimpico, Torino Nézőszám: 20 853 Játékvezető: Frank De Bleeckere (belga) |

| 2008. szeptember 17. 20:45 |

| Real Madrid                  | 2–0               | BATE Bariszav |
| ---------------------------- | ----------------- | ------------- |
| Ramos 11' Van Nistelrooy 57' | (1–0) Jegyzőkönyv |               |

| Santiago Bernabéu Stadium, Madrid Nézőszám: 55 099 Játékvezető: Alain Hamer (luxemburgi) |

| 2008. szeptember 30. 18:30 |

| Zenyit    | 1–2               | Real Madrid                           |
| --------- | ----------------- | ------------------------------------- |
| Danny 25' | (1–2) Jegyzőkönyv | Hubočan 4' (öngól) Van Nistelrooy 31' |

| Petrovszkij Stadion, Szentpétervár Nézőszám: 21 075 Játékvezető: Massimo Busacca (svájci) |

| 2008. szeptember 30. 20:45 |

| BATE Bariszav             | 2–2               | Juventus           |
| ------------------------- | ----------------- | ------------------ |
| Kryvets 17' Stasevich 23' | (2–2) Jegyzőkönyv | Iaquinta 29' 45+3' |

| Dinamo Stadium, Minsk Nézőszám: 31 400 Játékvezető: Martin Atkinson (angol) |

| 2008. október 21. 18:30 |

| Zenyit    | 1–1               | BATE Bariszav   |
| --------- | ----------------- | --------------- |
| Tekke 80' | (0–0) Jegyzőkönyv | Nyakhaychyk 52' |

| Petrovszkij Stadion, Szentpétervár Nézőszám: 19 500 Játékvezető: Pedro Proença (portugál) |

| 2008. október 21. 20:45 |

| Juventus                | 2–1               | Real Madrid        |
| ----------------------- | ----------------- | ------------------ |
| Del Piero 5' Amauri 49' | (1–0) Jegyzőkönyv | Van Nistelrooy 66' |

| Stadio Olimpico, Torino Nézőszám: 25 813 Játékvezető: Wolfgang Stark (német) |

| 2008. november 5. 20:45 |

| BATE Bariszav | 0–2               | Zenyit                     |
| ------------- | ----------------- | -------------------------- |
|               | (0–1) Jegyzőkönyv | Pogrebnyak 34' Danny 90+4' |

| Dinamo Stadium, Minsk Nézőszám: 28 793 Játékvezető: Stéphane Lannoy (francia) |

| 2008. november 5. 20:45 |

| Real Madrid | 0–2               | Juventus          |
| ----------- | ----------------- | ----------------- |
|             | (0–1) Jegyzőkönyv | Del Piero 17' 67' |

| Santiago Bernabéu Stadium, Madrid Nézőszám: 71 560 Játékvezető: Pieter Vink (holland) |

| 2008. november 25. 18:30 |

| Zenyit | 0–0         | Juventus |
| ------ | ----------- | -------- |
|        | Jegyzőkönyv |          |

| Petrovszkij Stadion, Szentpétervár Nézőszám: 20 155 Játékvezető: Claus Bo Larsen (dán) |

| 2008. november 25. 20:45 |

| BATE Bariszav | 0–1               | Real Madrid |
| ------------- | ----------------- | ----------- |
|               | (0–1) Jegyzőkönyv | Raúl 7'     |

| Dinamo Stadium, Minsk Nézőszám: 30 500 Játékvezető: Terje Hauge (norvég) |

| 2008. december 10. 20:45 |

| Juventus | 0–0         | BATE Bariszav |
| -------- | ----------- | ------------- |
|          | Jegyzőkönyv |               |

| Stadio Olimpico, Torino Nézőszám: 5753 Játékvezető: Costas Kapitanis (ciprusi) |

| 2008. december 10. 20:45 |

| Real Madrid             | 3–0               | Zenyit |
| ----------------------- | ----------------- | ------ |
| Raúl 25' 57' Robben 50' | (1–0) Jegyzőkönyv |        |

| Santiago Bernabéu Stadium, Madrid Nézőszám: 46 265 Játékvezető: Jonas Eriksson (svéd) |